# Виторио Стораро
Виторио Стораро (итал. Vittorio Storaro; Рим, 24. јуна 1940, Рим, Италија) италијански је филмски сниматељ и директор фотографије. Најпознатији је по сарадњи са редитељем Бернардом Бертолучијем, са којим је снимио седам филмова (између осталих Последњи танго у Паризу, Двадесети век, Последњи кинески цар, Мали Буда). Сарађивао је и са Франсисом Фордом Кополом (Апокалипса данас, Њујоршке приче), Вореном Бејтијем (Црвени, Дик Трејси), Карлосом Сауром (Фламенко, Такси) ... Три пута је освојио Оскара за најбољу фотографију у филмовима Апокалипса данас (Ф. Ф. Копола, 1979), Црвени (В. Бејти, 1982) и Последњи кинески цар (Б. Бертолучи, 1988).
Сниматељски стил му је инспирисан сликарством Чимабуа, Каравађа, Вермера и Пјера дела Франческе, што је највише видљиво у филмовима које је снимио за Бернарда Бертолучија.Своју софистификовану филозофију коришћења боја у композицији филмске слике црпео је и из теорије боја Јохана Волфганга Гетеа, поготово с обзиром на то које психолошке ефекте изазивају поједине боје и како различите боје утичу на гледаочеву перцепцију различитих догађаја и ситуација. Снимајући Бертолучијеве филмове, до савршенства је развио осећај за покрете камере (при чему се не може занемарити утицај Казуа Мијагаве) избегавајући коришћење зум-објектива, што је видљиво и у Конформисту (1970), запаженом и по коришћењу пастелних боја и Последњем тангу у Паризу, где исказује смисао за психолошко и симболичко значење боја (наранџаста као боја интензивних емоција и страсти). У Смрти у Риму Ђузепа Патронија Грифија (1974), сукоб италијанског Севера и Југа изражава коришћењем и супротстављањем наранџасте и плаве боје, док у Апокалипси данас инвентивним коришћењем боја супротставља две културе: америчку (прави „колорисани спектакл“) и „природну“ (свет џунгле). У Дику Трејсију (1990) постиже занимљиве резултате у коришћењу интензивних, засићених боја (усклађених са колористичким стилом самог стрип-предлошка) и ефектној композицији филмске слике.
Стораро је један од неколико сниматеља који су у амерички филм унели европску ликовну и сниматељску културу.. По неким мишљењима, спада међу десет највећих сниматеља светске кинематографије.

## Филмографија
- Младости, младости (Франко Роси, 1969)
- Птица са кристалним перјем (Дарио Арђенто, 1969)
- Конформиста (Бернардо Бертолучи, 1970)
- Стратегија паука (Б. Бертолучи, 1970)
- Енеида (Франко Роси, 1971)
- Штета што је курва (Ђузепе Патрони Грифи, 1971)
- Последњи танго у Паризу (Б: Бертолучи, 1972)
- Игра с ватром (Салваторе Сампери, 1973)
- Смрт у Риму (Ђузепе Патрони Грифи, 1974)
- Бесни Орландо (Лука Ронкони, 1975)
- Двадесети век (Бернардо Бертолучи, 1976)
- Скандал (Салваторе Сампери, 1976)
- Агата (Мајкл Аптед, 1979)
- Апокалипса данас (Ф. Ф. Копола, 1979)
- Месец (Б. Бертолучи, 1979)
- Црвени (Ворен Бејти, 1981)
- Дивљи у срцу (Ф. Ф. Копола, 1982)
- Вагнер (Тони Палмер, 1983)
- Жена-соко (Ричард Донер, 1985)
- Петар Велики (ТВ-серија, Марвин Џеј Чомски, Лоренс Шилер, 1986)
- Иштар (Елејн Меј, 1987)
- Последњи кинески цар (Б. Бертолучи, 1987)
- Такер: човек и његов сан (Ф. Ф. Копола, 1988)
- Њујоршке приче (епизода: Живот без Зои, Ф. Ф. Копола, 1989)
- Дик Трејси (В. Бејти, 1990)
- Чај у Сахари (Б. Бертолучи, 1990)
- Мали Буда (Б. Бертолучи, 1993)
- Фламенко (Карлос Саура, 1995)
- Такси (К. Саура, 1996)
- Дина Френка Херберта (мини-серија, Џон Харисон, 2000)
- Истеривач ђавола 4: Почетак (Рени Харлин, 2004)
- Истеривач ђавола 5: Власт (Пол Шрејдер, 2005)
- Каравађо (Анђело Лонгони, 2007)
- Ја, Дон Ђовани (Карлос Саура, 2009)